# Lindisfarne (Band)
Lindisfarne war eine 1969 im englischen Newcastle gegründete britische Folkrockband, die vor allem in den 1970er Jahren erfolgreich war. Zu ihren bekanntesten Hits zählen Lady Eleanor, Meet Me on the Corner, Run for Home und Fog on the Tyne.

## Bandgeschichte
1969 schlossen sich Simon Cowe, Rod Clements, Ray Jackson und Ray Laidlaw, allesamt Musiker mit Banderfahrung, im nordostenglischen Newcastle zusammen und nannten sich Brethren. Kurz darauf kam der Sänger und Songwriter Alan Hull, der in Whitley Bay einen Folkclub betrieb, dazu und bereits im Jahr darauf unterschrieben sie einen Plattenvertrag bei Charisma Records; vor dem Erscheinen ihres Debütalbums Nicely out of Tune wurde aus Alan Hull & Brethren die Band Lindisfarne. Doch weder das Album noch die Debütsingle Lady Eleanor verkauften sich besonders gut.
Erst durch die nachfolgende Tour machten sie sich englandweit einen Namen und mit dem zweiten Album Fog on the Tyne, das bereits ein Jahr später erschien, kam der Erfolg ins Rollen. Es kam auf Anhieb in die britischen Charts und nach einigen Wochen zog auch das Debütalbum in die Hitparade ein. Es folgte im Frühjahr 1972 die Auskopplung von Meet Me on the Corner. Die Single brachte es bis in die Top 5 der Singlecharts. Daraufhin stieg das Album Fog on the Tyne bis auf Platz 1 der Charts, wo es vier Wochen lang blieb. Es war das meistverkaufte einheimische Album des Jahres in Großbritannien. Die Wiederveröffentlichung von Lady Eleanor brachte Lindisfarne in Großbritannien einen dritten Platz ein und nach einigen Auftritten in den USA konnte das Lied sich auch dort in den Charts platzieren. Das Album Nicely out of Tune schaffte es im Zuge des Erfolgs auch noch bis zur Position 8 in Großbritannien.
Die Band war so erfolgreich, dass sie zu den führenden Bands des Landes gezählt wurde. Das dritte Album in nicht einmal zwei Jahren hieß Dingly Dell und war wiederum sehr erfolgreich: Es erreichte Platz 5. Allerdings hatten die Musiker darin ihren Sound geändert: Aus Unzufriedenheit mit der Produktion hatten sie ihre eigene Bearbeitung durchgesetzt, die rauer und härter war als die der Vorgänger. Dies brachte ihnen schlechte Plattenkritiken ein. Außerdem fehlte der große Singlehit auf dem Album, die Auskopplung All Fall Down schaffte es als einzige gerade so unter die Top 40.

### Der Bruch
Anfang 1973 kam es zum Bruch der Band. Drei Mitglieder machten sich mit einem weiteren Musiker als Jack the Lad selbstständig. Alan Hull hatte einen kurzen Erfolg mit dem Soloalbum Pipedream, bevor er zusammen mit Ray Jackson und vier neuen Mitgliedern Lindisfarne weiterleben ließ. Außerdem wechselte die Band zu Warner. Doch die neue Zusammensetzung funktionierte nicht und zwei weitere Alben floppten. So kam zwei Jahre später das erneute Aus.

### Die Wiedervereinigung
Allerdings hatten sich Hull, Jackson und die ursprünglichen drei Mitglieder zwischenzeitlich einmal nur für drei ausverkaufte Weihnachtskonzerte in ihrer Heimat zusammengetan.
Die drei ausgestiegenen Mitglieder, die mit Jack the Lad in der Zwischenzeit auch keine großen Erfolge verzeichnen konnten, kehrten 1977 endgültig zurück und es kam zur dritten Auflage von Lindisfarne, diesmal wieder in der ursprünglichen Besetzung und beim Label Mercury. Es folgte das Album Back & Forth, das prompt wieder an die alten Erfolge anknüpfen konnte. Mit Run for Home schaffte es wieder eine Single in die Top 10, auch Juke Box Gypsy konnte sich in den Charts platzieren.
Mit dem Ende der 70er Jahre war es aber mit dem Erfolg von Lindisfarne vorbei. Sie gaben zwar weiterhin Konzerte und nahmen Alben auf, aber der kommerzielle Erfolg stellte sich nicht mehr ein. 1982 gründeten sie das eigene Label LMP und erreichten mit Sleepless Nights ein letztes Mal hintere Chartränge in den Albumcharts.

### Die späten Jahre
1990 folgte dann der Ausstieg von Ray Jackson, der außer Hull als einziger von Anfang an dabei gewesen war. Im selben Jahr hatte die Band aber auch noch einmal einen besonderen Erfolg. Zusammen mit dem Fußballstar Paul „Gazza“ Gascoigne, der aus Nordengland stammt und seine Karriere bei Newcastle United begonnen hatte, nahmen sie den Titelsong ihres zweiten Albums Fog on the Tyne neu auf. Gazza war der Held der englischen Nationalmannschaft bei der Weltmeisterschaft 1990 in Italien gewesen. Zusammen mit ihm hatte Lindisfarne mit Platz 2 die höchste Platzierung der Band in den Singlecharts.
Als am 17. November 1995 der wichtigste Musiker der Band, Alan Hull, unerwartet starb, beschlossen die Verbliebenen weiterzumachen. Sie gaben weiterhin Konzerte und nahmen auch Alben auf, das letzte, Promenade, im Jahr 2002. Am 1. November 2003 gaben sie ein letztes Lindisfarne-Konzert, in kleinerer Besetzung unter dem Namen Lindisfarne Acoustic gab es am 17. Mai 2004 den abschließenden Auftritt von drei Bandmitgliedern.
Vom Quintett, aus dem Lindisfarne zuletzt bestand, treten Denholm, Thomson und Clements noch als The Ghosts of Electricity auf und Mitchell ist solo unterwegs, während Laidlaw hauptberuflich in die Film- und Medienbranche gewechselt ist.

## Mitglieder
Gründungsmitglieder
- Alan Hull (* 20. Februar 1945; † 17. November 1995): Gesang, Gitarre, bis 1995
- Simon Cowe (* 1. April 1948; † 30. September 2015): Gitarre, bis 1973 und 1977 bis 1993
- Rod Clements (* 17. November 1947): Bass, Geige, bis 1973 und 1977 bis 2003
- Ray Laidlaw (* 28. Mai 1948): Schlagzeug, bis 1973 und 1977 bis 2003
- Ray Jackson (* 12. Dezember 1948): Mandoline, Mundharmonika, bis 1990

Weitere Mitglieder
- Kenny Craddock († 2002): Keyboards, Gesang, 1973 bis 1975, 1993
- Charlie Harcourt: Gitarre, Keyboards, 1973 bis 1975
- Tommy Duffy: Bass, Gesang, 1973 bis 1975
- Paul Nichols: Schlagzeug, 1973 bis 1975
- Marty Craggs: Saxophon, Flöte, Akkordeon, 1984 bis 2000
- Steve Daggett, Keyboards, 1986 bis 1989
- Ian Thomson: Bass, 1993 bis 2003
- Dave Hull-Denholm: Gitarre, Gesang 1993 bis 2003
- Billy Mitchell: Gesang, Gitarre, 1995 bis 2003

## Diskografie

### Studioalben
- Nicely out of Tune (1970)
- Fog on the Tyne (1971)
- Dingly Dell (1972)
- Roll on Ruby (1973)
- Happy Daze (1974, nur US)
- Back and Fourth (1978)
- The News (1979)
- Sleepless Nights (1982)
- Dance Your Life Away (1986)
- Amigos (1989)
- Elvis Lives on the Moon (1993)
- Blues From the Bothy (1997)
- Here Comes the Neighbourhood (1998)
- Promenade (2002)

### Livealben / Kompilationen
- Lindisfarne Live (1973)
- Finest Hour (1975, Best of)
- Magic In The Air (1978, Live)
- The Best Of (1993, Best of, UK: Silber)
- Another Fine Mess (1995, Live)

### Singles
- Lady Eleanor (1971)
- Meet Me on the Corner (1971)
- All Fall Down (1972)
- Talking Care Of Business (1973)
- Juke Box Gypsy (1978)
- Run for Home (1978)
- Nights (1982)
- Winning the Game (1983, nur Deutschland)
- Lady Eleanor ’88 (1988)
- Fog on the Tyne (Revisited) als Gazza und Lindisfarne (1990)

## Soloveröffentlichungen
Alan Hull
- Pipedream (1973)
- Squire (1975)
- Phantoms (1979)
- Statues and Liberties (1996, posthum)

Rod Clements
- One Track Mind (1994)
- Stamping Ground (2000)
- Live Ghosts (2004)
- Odd Man Out (2006)